# Martina Miceli
Martina Miceli (Roma, 22 de outubro de 1973) é uma jogadora de polo aquático italiana, campeã olímpica.

## Carreira
Martina Miceli fez parte do elenco campeão olímpico de Atenas 2004.